# Dongsters
Dongsters er en dansk kortfilm fra 2000, der er instrueret af René Gyldensten og Jacob Weinreich.

## Handling
Denne artikel mangler et handlingsreferat. Hjælp os med at skrive det.